# Адріан Корте

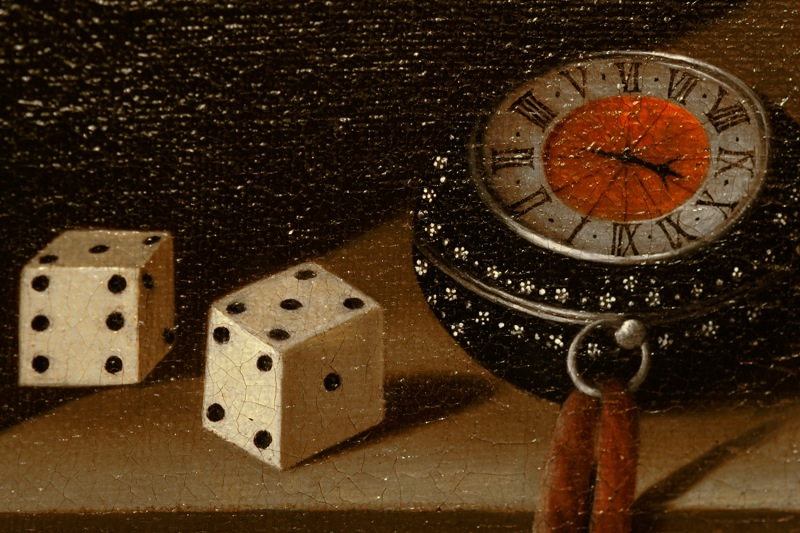
Адріан Корте, Ванітас, фрагмент

Адріан Корте, також Коорте (нід. Adriaen Coorte, бл. 1665, імовірно Мідделбург — після 1707, імовірно там само) — нідерландський художник епохи бароко, майстер натюрмортів. Творчіть Корте було наново відкрито лише в XX столітті після двохсот років забуття.

## Біографія
Про життя художника документально відомо небагато. Немає точних даних ні про час, ні про місце народження і смерті. Відомо, що близько 1680 року в Амстердамі Корте став учнем Мельхіора де Гондекутера. 1685 року повернувся у Мідделбург, де працював до 1707 року. За 1695 рік згадується в документах як член Гільдії Святого Луки. 

## Творчість
Доробок Корте відносно невеликий і становить ледь більше 60 підписаних картин. Разом з деякими давнішими описами відомих картин, дослідник творчості Корте Лауренс Боль подає в своєму загальному каталозі, виданому 1977 року, 109 робіт художника. Картини переважно датовані й були створені в період з 1683 по 1707 рік, при цьому основна більшість — між 1696 та 1705 роком. Усі картини є натюрмортами, на яких майже без винятку зображені фрукти, овочі, мушлі. 
У ранніх роботах трапляються зображення птахів та ванітас. Пізні картини зображають переважно фрукти, спаржу або мушлі. При цьому художник обмежувався лише кількома або навіть одним предметом зображення. Натюрморти Корте привертають увагу надзвичайно реалістичною манерою відтворення реальних предметів. Дві третини робіт Корте спершу було зроблено на папері й пізніше перенесено на дерево або полотно. За часів Корте ця техніка була малопоширеною.

## Спадщина та визнання
До середини ХХ століття художник залишався практично невідомим. Його відкрив голландський історик мистецтва Лауренс Йоганнес Боль (1898–1994), який опублікував 1952 року статтю про нього, 1958 року організував у Дордрехті виставку його вибраних робіт, а 1977 року видав у Амстердамі монографію про художника.
2003 року експозицію його робіт показала Національна галерея мистецтва у Вашингтоні. 7 грудня 2011 року раніше невідома робота Корте Три персики на кам'яній стільниці та метелик Червоний Адмірал була продана на аукціоні за рекордну для робіт цього майстра ціну в £ 2 057 250 .
Сьогодні роботи Корте знаходяться в найбільших музеях Європи і Америки. Голландський поет Ганс Фаверей присвятив художнику цикл віршів, який увійшов в його збірку «Освітлення» («Lichtval», 1981).

## Галерея

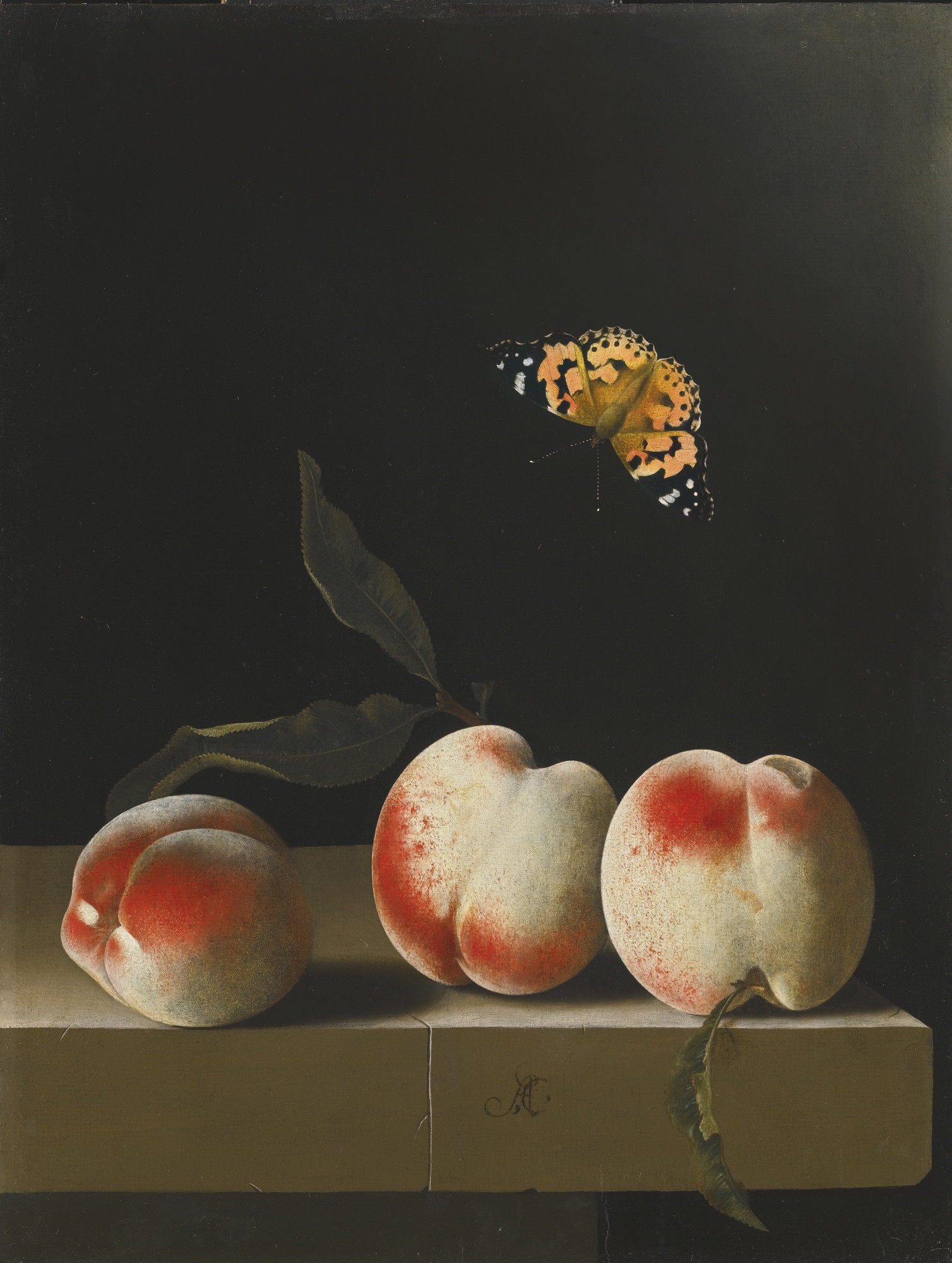
Три персики на кам'яній стільниці та метелик Червоний Адмірал, олія на папері, 31,3 x 23,3 см, монограма «AC» і дата 1693-1695, приватна колекція
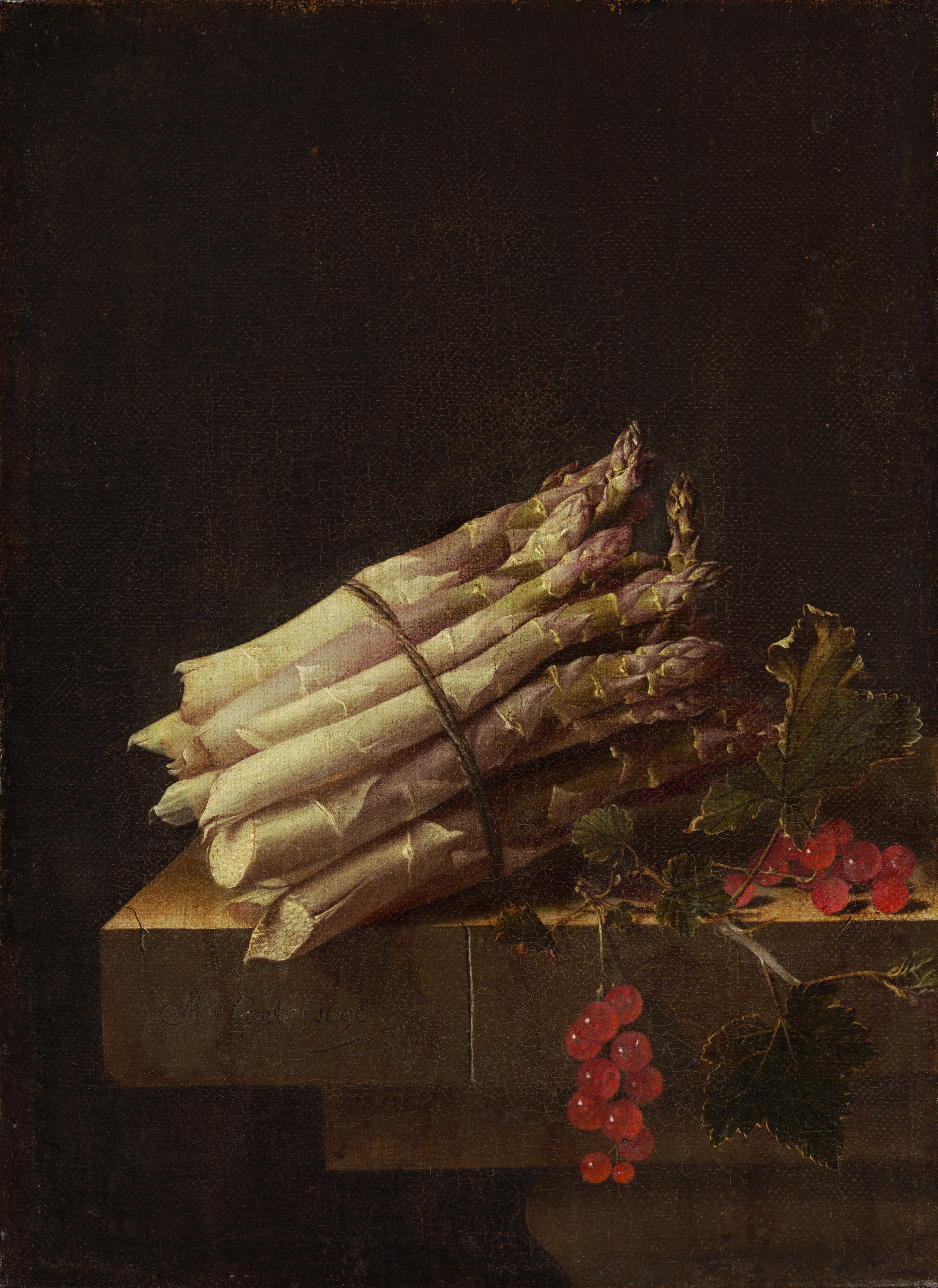
Натюрморт зі спаржею та порічками Національна галерея мистецтва, Вашингтон (1696)
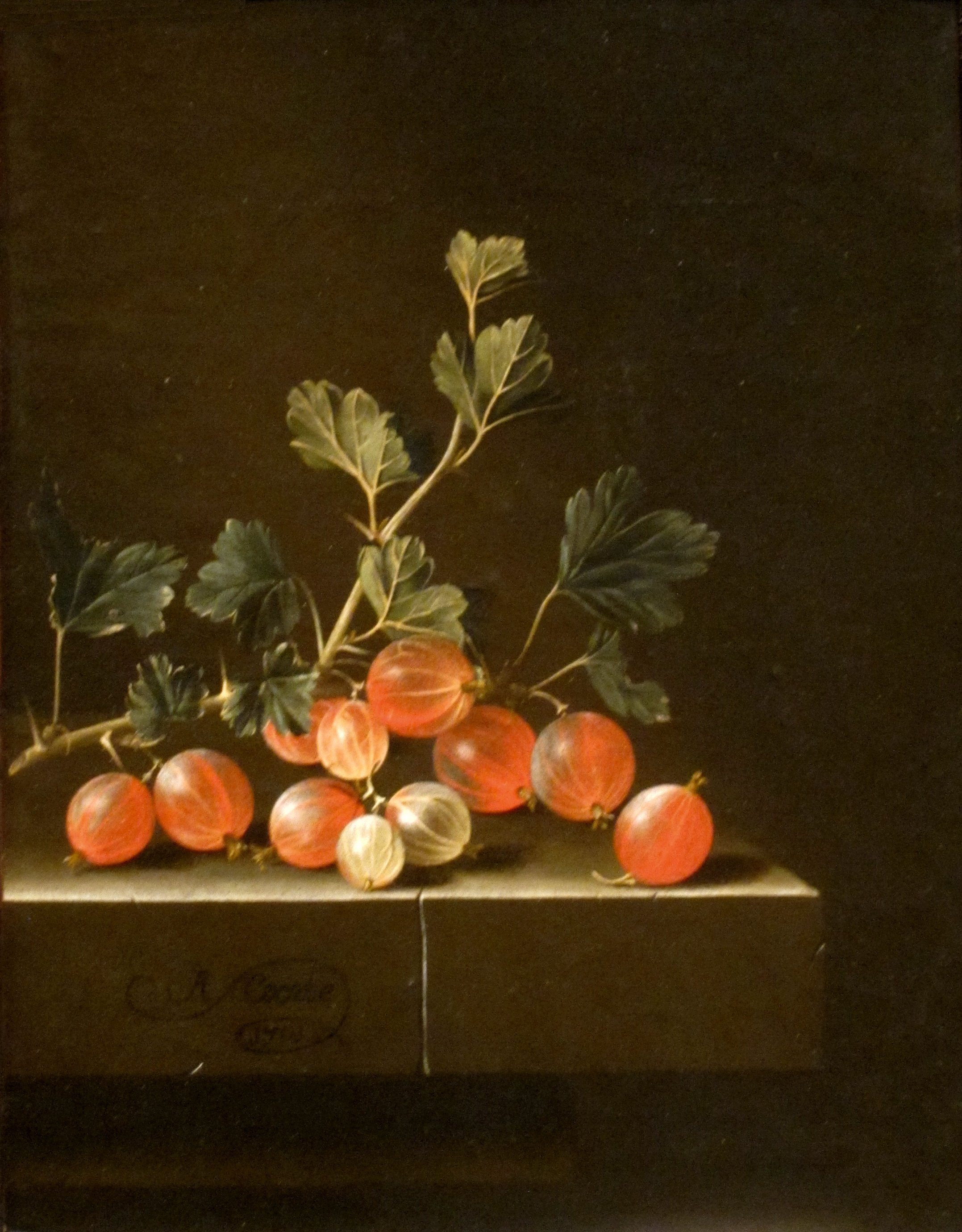
Аґрус Клівлендський музей мистецтв (1701)
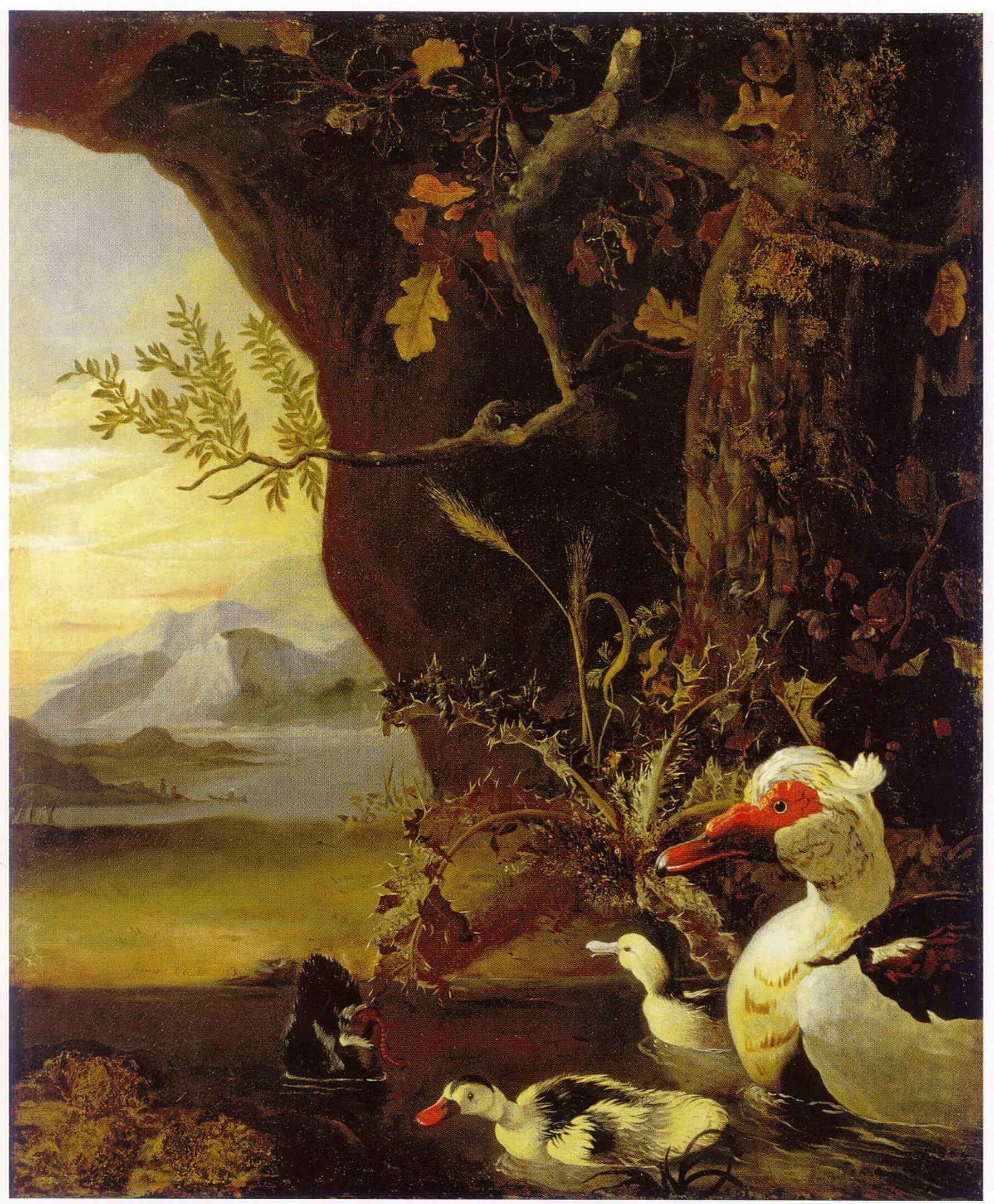
Гірський пейзаж з качками, приватна колекція
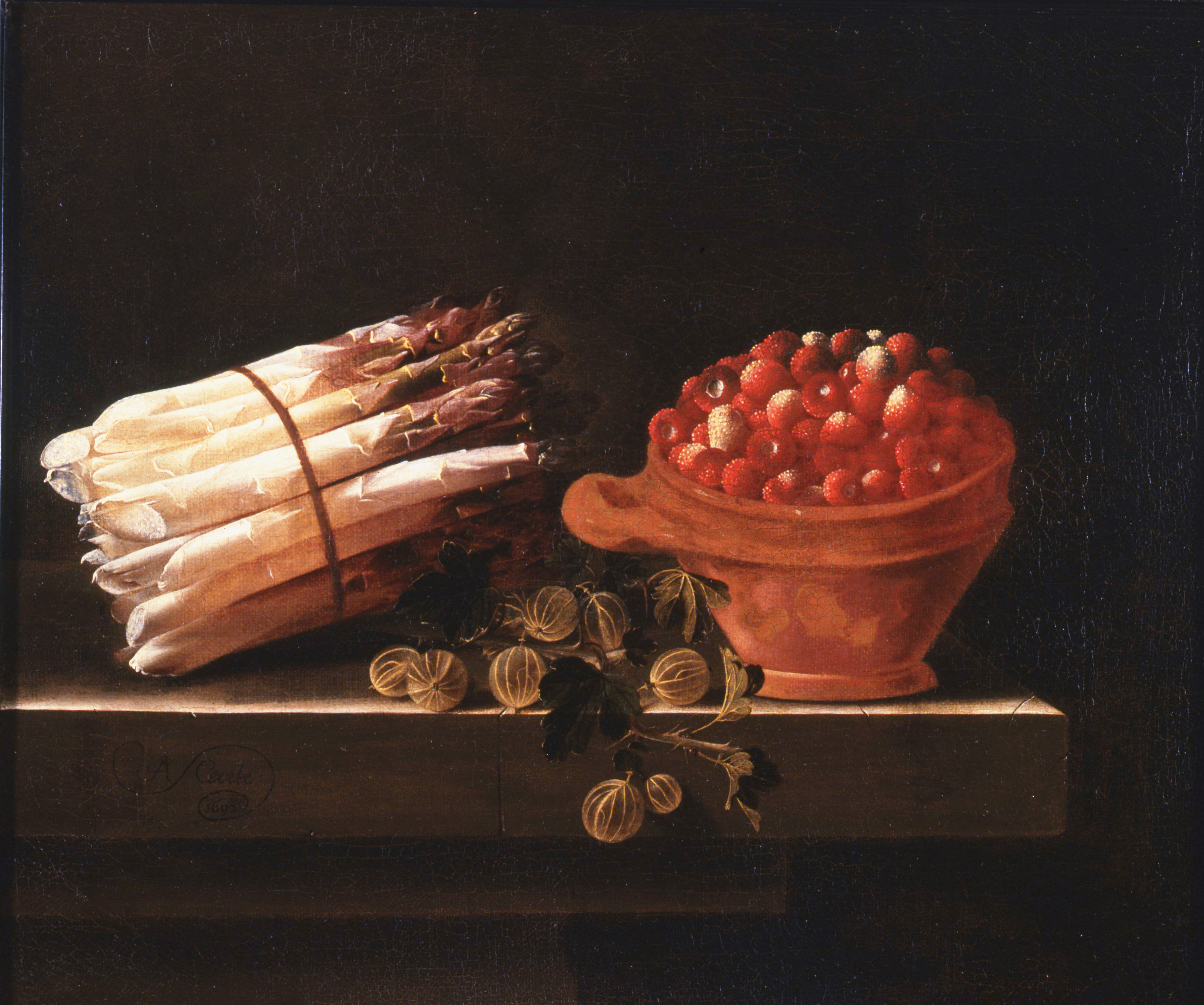
Спаржа, суниці та аґрус Музей Дордрехта (1698)
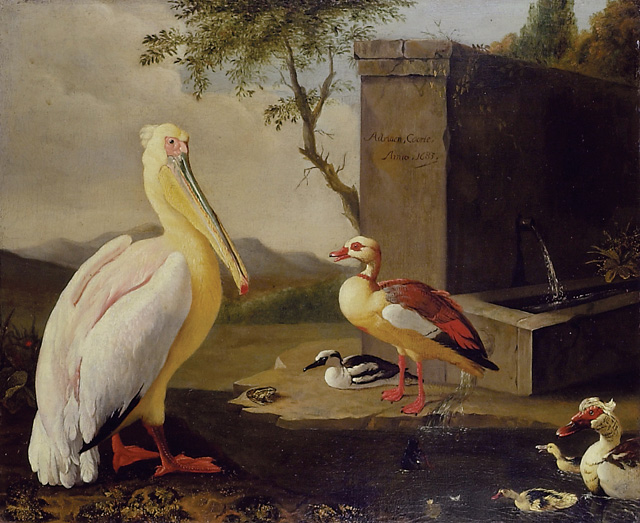
Пелікан та качки на тлі гірського пейзажу, Музей Ашмола
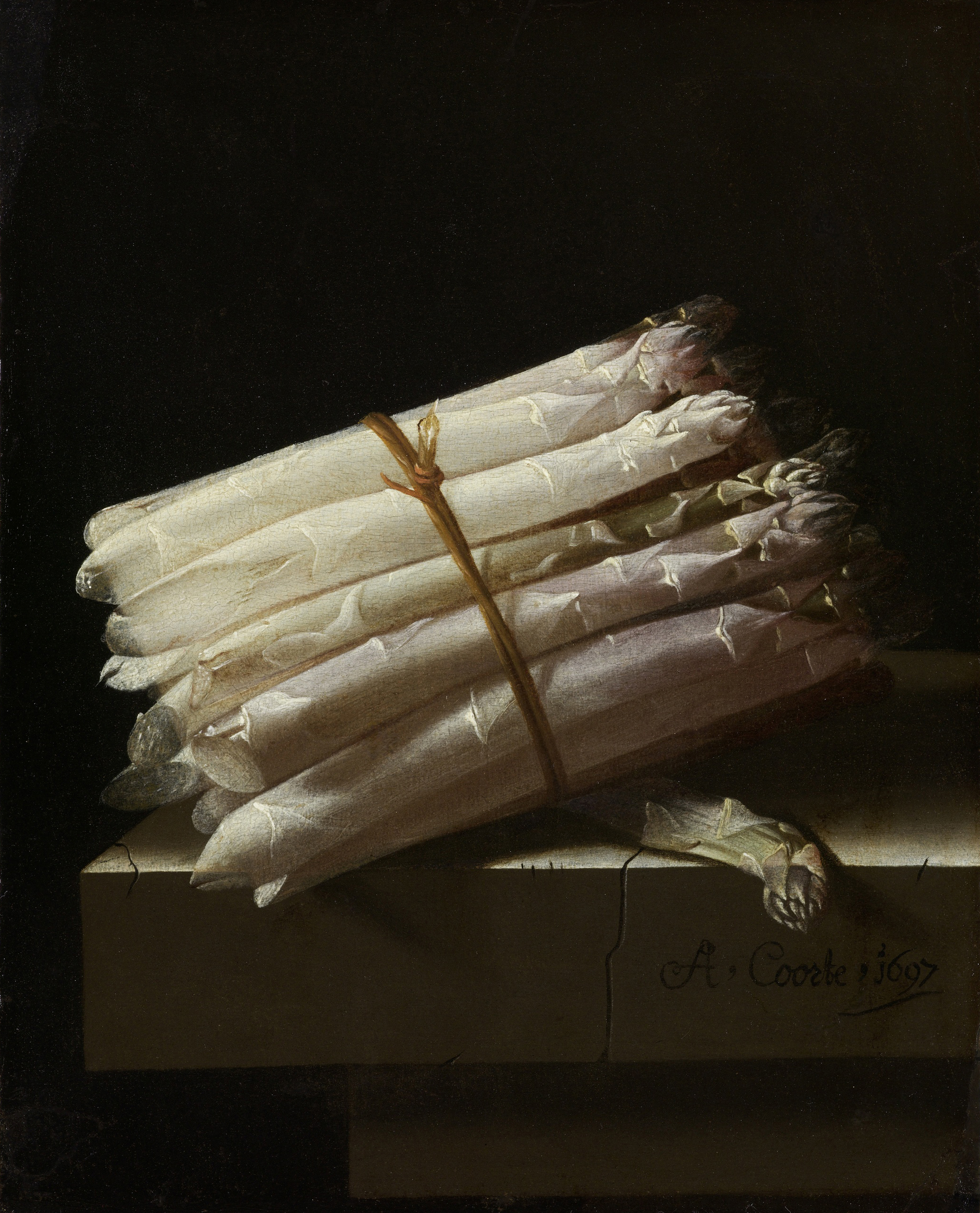
Натюрморт зі спаржею, Державний музей (Амстердам)
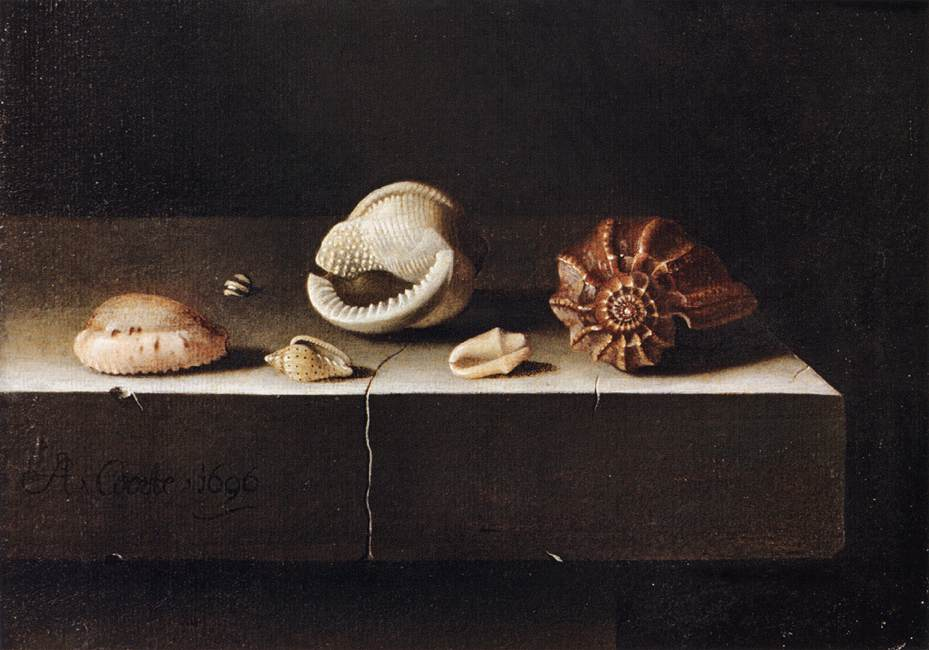
Пять мушель на кам'яній стільниці, Лувр
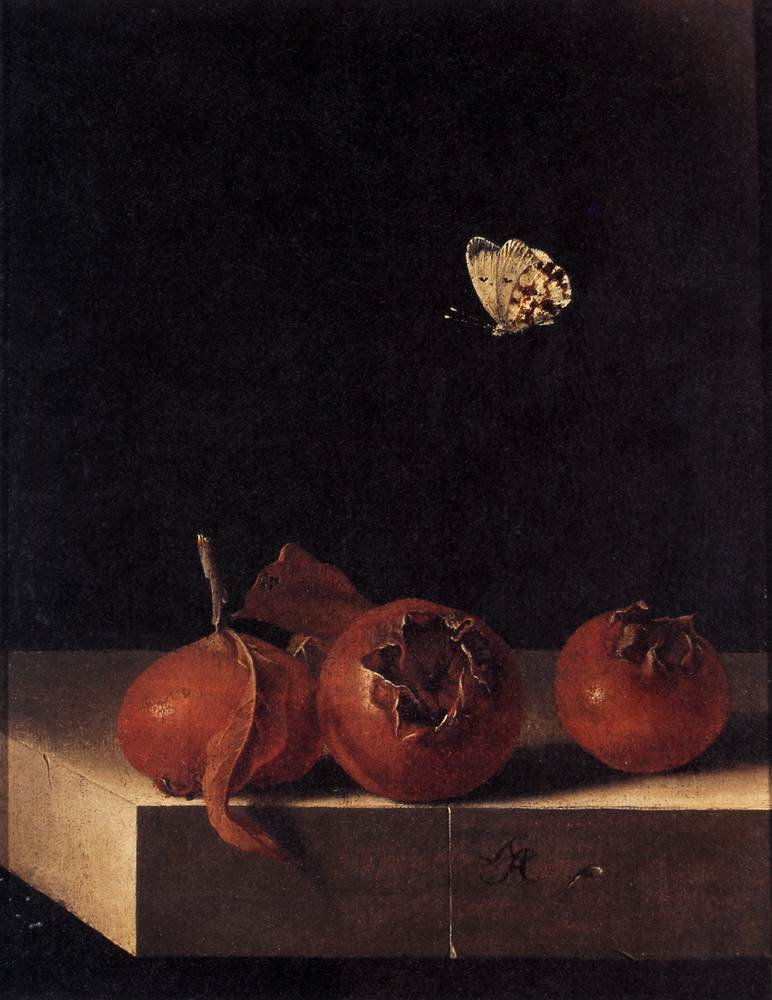
Три плоди мушмули і метелик (1705), приватна колекція